# كرة القدم في الألعاب الأولمبية الصيفية 1908
بعد ثلاث محاولات في أثينا 1896 وباريس 1900 وسانت لويس 1904، أبصرت مسابقة كرة القدم النور رسمياً في الألعاب الأولمبية التي أقيمت في لندن ونجح منتخب بريطانيا العظمى في الظفر بأول ذهبيتين في المسابقة على التوالي. وشارك في المسابقة ثمانية منتخبات بينها اثنان من فرنسا ومنتخب من كل من السويد وهولندا والدنمارك وبريطانيا العظمى والمجر وبوهيميا على الرغم من أن المنتخبين الأخيرين انسحبا بعد ذلك.
وساهمت الملاعب الخالية في حصول أمور غريبة وتم تسجيل انتصارات كبيرة فيما أدى انسحاب المجر وبوهيميا إلى تأهل هولندا وفرنسا إلى نصف النهائي من دون خوض أي مباراة.
وفي المباراة الرسمية الأولى في دورة الألعاب الأولمبية وأمام حوالي ألفي متفرج على ملعب «وايت سيتي» في 19 تشرين الأول/أكتوبر 1908، تمكن منتخب الدنمارك من الفوز بسهولة على منتخب «فرنسا ب» بنتيجة 9-0 بفضل رباعية لمهاجمه فيلهلم فولفهاجن فيما فاز منتخب بريطانيا العظمى على السويد بنتيجة 12-1 في المباراة الأخرى من الدور التمهيدي.
وقاد «هوبرت ستابلي» منتخب بريطانيا العظمى إلى الفوز على هولندا بنتيجة 4-0 في نصف النهائي بتسجيله لثلاثية فيما سحق منتخب الدنمارك منتخب «فرنسا أ» بنتيجة ساحقة 17-1 في نصف النهائي الآخر وهي أعلى نسبة من الأهداف تسجل في مباراة واحدة في تاريخ الألعاب الأولمبية. ونجح «فولفهاجن» في تسجيل رباعية للمباراة الثانية على التوالي ولكن زميله سوفوس نيلسن خطف منه الأضواء بتسجيله 10 أهداف وهو إنجاز تمت معادلته بعد أربع سنوات ولكنه ما زال صامداً حتى اليوم. إلا أن «نيلسن» فشل في التسجيل في المباراة النهائية أمام منتخب بريطانيا العظمى الذي خرج فائزاً بنتيجة 2-0 أمام 8 آلاف متفرج على ملعب «وايت سيتي». افتتح «فردريك تشابمان» التسجيل في الدقيقة 20 قبل أن يضيف لاعب توتنهام «فيفيان وودوارد» الهدف الثاني في الدقيقة الأولى من الشوط الثاني. وعلى الرغم من تلقيه لخسارته الوحيدة أمام بريطانيا، نجح المنتخب الهولندي في إحراز الميدالية البرونزية بفوزه على نظيره السويدي بنتيجة 2-0.

## المباريات
- لمرحلة الأولى
- 19 أكتوبر	نيويورك فرنسا B0 : 9 الدنمارك
- 20 أكتوبر	نيويورك		بريطانيا العظمى /	السويد12 : 1
- قبل النهائى
- 22 أكتوبر	نيويورك		فرنسا	/ الدنمارك1 : 17
- 22 أكتوبر	نيويورك		بريطانيا العظمى /	هولندا4 : 0
- مباراة الميدالية البرونزية
- 23 أكتوبر	نيويورك		هولندا /	السويد2 : 0
- مباراة الميدالية الذهبية
- 24 أكتوبر	نيويورك		بريطانيا العظمى / الدنمارك	2 : 0

## الهدافون
- الدنمركي سوفوس نيلسن 10 أهداف
- الدنمركي فيلهلم فولفهاجن 8 أهداف
- البريطاني هرولد ستابلي 6 أهداف